# Liberec Open 2021
Il Liberec Open 2021, noto anche come Svijany Open per motivi di sponsorizzazione, è stato un torneo maschile di tennis giocato sulla terra rossa. Era la 8ª edizione del torneo, facente parte della categoria Challenger 80 nell'ambito dell'ATP Challenger Tour 2021. Si è giocato al Liberecký tenisový klub di Liberec, in Repubblica Ceca, dal 2 all'8 agosto 2021.

## Partecipanti

### Teste di serie
| Nazionalità | Giocatore               | Ranking* | Testa di serie |
| ----------- | ----------------------- | -------- | -------------- |
| Rep. Ceca   | Jiří Veselý             | 86       | 1              |
| Paesi Bassi | Tallon Griekspoor       | 107      | 2              |
| Polonia     | Kamil Majchrzak         | 114      | 3              |
| Slovacchia  | Andrej Martin           | 116      | 4              |
| Paesi Bassi | Botic van de Zandschulp | 126      | 5              |
| Australia   | Marc Polmans            | 144      | 6              |
| Rep. Ceca   | Tomáš Macháč            | 148      | 7              |
| Slovacchia  | Alex Molčan             | 150      | 8              |

* Ranking al 26 luglio 2021.

### Altri partecipanti
I seguenti giocatori hanno ricevuto una wild card per il tabellone principale:
- Jonáš Forejtek
- Dalibor Svrčina
- Michael Vrbenský

Il seguente giocatore è entrato in tabellone con il protected ranking:
- Gerald Melzer

Il seguente giocatore è entrato in tabellone come special exempt:
- Tim van Rijthoven

Il seguente giocatore è entrato in tabellone come alternate:
- Malek Jaziri

I seguenti giocatori sono passati dalle qualificazioni:
- Evan Furness
- Nikola Milojević
- Alexander Ritschard
- Daniel Siniakov

Il seguente giocatore è entrato in tabellone come lucky loser:
- David Vega Hernández

## Punti e montepremi
| Torneo    | Torneo              | V     | F     | SF    | QF    | 2T  | 1T  | Q | Q2  | Q1  |
| Singolare | Punti               | 80    | 48    | 29    | 15    | 7   | 0   | 4 | 1   | 0   |
| Singolare | Premi in denaro (€) | 6 190 | 3 650 | 2 160 | 1 260 | 730 | 450 | – | 225 | 115 |
| Doppio    | Punti               | 80    | 48    | 29    | 15    | –   | 0   | – | –   | –   |
| Doppio    | Premi in denaro (€) | 2 670 | 1 550 | 930   | 550   | –   | 310 | – | –   | –   |

## Campioni

### Singolare
Alex Molčan ha sconfitto in finale  Tomáš Macháč con il punteggio di 6–0, 6–1.

### Doppio
Roman Jebavý /  Igor Zelenay hanno sconfitto in finale  Geoffrey Blancaneaux /  Maxime Janvier con il punteggio di 6–2, 6(6)–7, [10–5].